# Tribhuvana Mahadevi III
Tribhuvana Mahadevi III, död 905, var regerande drottning av Bhauma-Karadynastins kungarike Toshala i Kalinga i Indien 899-905.
Hon var gift med kung Sivakara III, som efterträdde sin barnlösa bror Subhakaradeva IV 882. 
När hennes make avled 890 efterträddes han av sin svägerska, Subhakaradeva IV:s änka Tribhuvana Mahadevi II. År 896 iscensatte hon tillsammans med en hovkamarilla en palatskupp och uppsteg på tronen. Hon regerade i nio år. Hennes regeringstid beskrivs som framgångsrik. Hon var en from anhängare av Vaishnavismen. 
Hon efterträddes av sin makes söner Shantikaradeva III och Subhakaradeva V.